# Johnny Giles
Michael John « Johnny » Giles, né le 6 novembre 1940 à Cabra, un quartier du nord de Dublin en Irlande, est un footballeur et entraîneur irlandais. Il est considéré, à l'instar de joueurs comme Liam Brady ou Roy Keane, comme l'un des meilleurs footballeurs irlandais de tous les temps. Il a fait la majeure partie de sa carrière professionnelle dans le club anglais de Leeds United dont il a porté les couleurs entre 1963 et 1975. Il connait là sa période la plus faste avec deux titres de champions en 1969 et 1974 et cinq places de vice-champion en 1965, 1966, 1970, 1971 et 1972.

## Sa carrière de joueur

### Ses débuts
Johnny Giles s’initie au football dans un club de quartier très connu pour son école de football, le Stella Maris Football Club, avant de rejoindre les équipes de jeune du Home Farm FC. Rapidement remarqué, il signe dans le club anglais de Manchester United en 1956. Après trois années passées dans les différentes équipes réserves du club, il se voit donner sa première chance en équipe première en 1959 dans un club alors en pleine reconstruction après le désastre de Munich dans lequel huit joueurs périrent. Il est de plus sélectionné pour la première fois en équipe de la république d'Irlande de football alors qu’il n’a pas encore 19 ans.
Au cours des quatre années suivantes Giles est régulièrement titularisé en équipe première. Il partage le milieu de terrain avec Bobby Charlton et Denis Law. Il fait partie de l’équipe qui remporte la Coupe d’Angleterre en 1963. C’est lui qui est à l'origine de l’action qui aboutit au but marqué par David Herd et qui donne la victoire à son équipe. Peu après la victoire, il demande à être transféré vers Leeds United. Ce transfert se conclut pour la somme de £33,000.

### Leeds United
Dès la première saison, il participe à la levée du titre de deuxième division et ainsi à la montée dans l’élite anglaise. Pour sa première saison en première division Leeds échoue de peu dans le gain d'un formidable doublé Coupe/Championnat, battu de peu par respectivement Liverpool FC et Manchester United.
Sous la direction de Don Revie, Giles forme un duo de milieu de terrain étincelant avec Billy Bremner. L’équipe se forme peu à peu autour de ces deux joueurs. Giles et Bremner ont des styles de jeu très comparables et très complémentaires. Giles est considéré comme la force créative du duo et Bremner comme le ratisseur de ballon. Mais les deux joueurs sont parfaitement capables de jouer sur les deux registres. Petit à petit néanmoins, Giles se retrouve affublé d’une réputation de joueur dur et parfois violent.
En 1967-1968, Leeds United remporte à la fois le championnat et la Coupe des villes de foires. C’est la première saison où Giles est sérieusement blessé. L’année 1970 est de nouveau une très belle saison pour le milieu de terrain même si aucun trophée n’est remporté. Leeds perd son titre de champion en terminant derrière Everton FC, puis perd la finale de la Coupe d'Angleterre contre Chelsea FC et enfin s'incline en demi-finale de la Coupe d’Europe des clubs champions contre le Celtic Glasgow.
La saison 1970-1971 commence mal avec une inexplicable défaite au quatrième tour de la Coupe d'Angleterre contre Colchester United. Leeds se rattrape ensuite en faisant un excellent parcours en championnat, ne perdant le titre que lors de la dernière journée au profit d'Arsenal FC. Leeds remporte sa première Coupe d'Angleterre, et Giles sa seconde, en battant en 1972 Arsenal au stade de Wembley.
Le départ à la retraite de Jack Charlton en 1973, fait de Johnny Giles le plus ancien membre de l’équipe. Il combine alors son rôle de joueur dans son club et celui de sélectionneur pour son équipe nationale. En 1974, une série de 29 matchs sans défaite donne un nouveau titre de champion à Leeds United. Mais l’atmosphère au sein du club se détériore. Revie quitte le club pour prendre en main l’équipe nationale anglaise. Giles est alors pointé du doigt pour expliquer ce départ. Pourtant Revie propose à la direction du club de nommer Giles à sa place. Il est alors âgé de 34 ans et approche de la fin de sa carrière. Le conseil d’administration du club lui préfère Brian Clough, le manager de Derby County. Ce choix crée une grande polémique à Leeds car Clough avait auparavant critiqué publiquement le club de Leeds et le travail de Revie.
Clough n’a jamais réussi à Leeds. En conflit avec le vestiaire qui souhaitait majoritairement que Giles prenne la succession de Devie, il est remercié par la direction du club après seulement 44 jours. Johnny Giles n’est une fois de plus pas choisi pour devenir le manager de Leeds. Le poste va à Jimmy Armfield. Giles recentre son attention sur son jeu et après une saison exceptionnelle participe à sa première finale de Coupe d’Europe des clubs champions. Leeds United perd le match 2-0 contre le Bayern Munich. À la fin de la saison, Giles accepte une offre de West Bromwich Albion qui lui propose le rôle d’entraîneur-joueur, tout en lui permettant de rester l’entraîneur de l’équipe nationale irlandaise. Johnny Giles quitte Leeds United après 12 ans de présence, 521 matchs et 114 buts marqués.

## Sa carrière d’entraîneur

### A West Bromwich Albion
Sous la direction de Johnny Giles West Bromwich Albion est promu en deuxième division en avril 1976 puis termine à la 7e place en deuxième division en 1977. Giles démissionne de son poste le 21 avril 1977 et rentre en Irlande pour prendre la direction des Shamrock Rovers.
Giles revient à Birmingham pour reprendre la direction de West Bromwich lors de la saison 1983-1984. Il y reste jusqu’en 1985.

### En équipe nationale d'Irlande
Johnny Giles est le sélectionneur de l’équipe de la république d'Irlande de football pendant quasiment la totalité des années 1970. Il prend en main l’équipe en 1973 alors qu’il est encore joueur à Leeds United. Il inverse la tendance par rapport à la décennie précédente qu’il avait connu en tant que joueur en remettant l’équipe d’Irlande dans le sens de la marche. En 1974, il sélectionne pour la première fois Liam Brady alors âgé de 18 ans. Son équipe échoue de peu dans la qualification à la Coupe du monde de football 1978, ne perdant que contre la France.
Pendant cette période il reste longtemps joueur et entraineur de l’équipe nationale. Il est neuf fois capitaine de l’équipe et marque un but.

### En Irlande et aux États-Unis
Johnny Giles passe en tout cinq ans et demi à la tête du Shamrock Rovers Football Club, le club le plus titré d'Irlande. Pendant cette période, il ne remporte qu’un seul trophée : la Coupe d'Irlande de football 1978. De nouveau il agit comme entraîneur-joueur. Il marque même deux fois en Coupe d’Europe des vainqueurs de coupe. Il démissionne le 3 février 1983 pour traverser l’Atlantique. Il intègre brièvement l'encadrement de l'équipe nationale canadienne puis celle des États-Unis avant d’être nommé à la tête des Vancouver Whitecaps en 1981. Il y reste trois saisons. En 1982 il est élu meilleur entraîneur de la NASL.

## Après le football
Après sa carrière de footballeur puis d’entraîneur terminée, Johnny Giles retourne en Irlande et entame une longue carrière de journaliste sportif et de consultant en football à la télévision nationale RTÉ. Il commente notamment les soirées de championnat anglais diffusées le samedi soir, les compétitions européennes et les matchs internationaux de l’équipe d’Irlande. Giles est aussi le consultant principal pour le football de la radio irlandaise Newstalk 106. Il jouit en Irlande d’une aura certaine et ses commentaires sont très suivis.

## Palmarès
- Coupe des villes de foires : 2
  - Leeds United : 1968 et 1971
- Championnat d'Angleterre : 2
  - Leeds United : 1969 et 1974
- Coupe d'Angleterre : 2
  - Manchester United : 1963
  - Leeds United : 1972
- Coupe de la Ligue d'Angleterre : 1
  - Leeds United : 1971
- Championnat d'Angleterre deuxième division : 1
  - Leeds United : 1964
- Coupe d'Irlande
  - Shamrock Rovers : 1978

## Clubs
- Manchester United (1957-1963, joueur)
- Leeds United (1963-1975, joueur)
- West Bromwich Albion (1975-1977, joueur et entraîneur)
- Shamrock Rovers (1977-1982, entraîneur)

## Sources
- (en) Stephen McGarrigle, The Complete who's who of Irish international football : 1945-1996, Edimbourg, Mainstream Publishing, octobre 1996, 237 p. (ISBN 1-85158-894-9), p. 78-79